# Instrukcja techniczna K-2
Instrukcja techniczna K-2 – standard techniczny w geodezji w Polsce, obowiązujący na podstawie rozporządzenia Ministra Spraw Wewnętrznych i Administracji z dnia 24 marca 1999, zbiór wytycznych dotyczących tworzenia map topograficznych do celów gospodarczych w geodezji wprowadzony zarządzeniem Prezesa Głównego Urzędu Geodezji i Kartografii z 9 lutego 1979 w sprawie stosowania instrukcji technicznej "K-2 Mapy topograficzne do celów gospodarczych". Ostatnim wydaniem jest wydanie II z 1980 opracowane przez Ryszarda Ciesielskiego, Bogusława Pietrzaka, Małgorzatę Rudzińską, Krystynę Sokołowską i Czesława Sworowskiego zgodnie z zaleceniami Biura Rozwoju Nauki i Techniki Głównego Urzędu Geodezji i Kartografii reprezentowanego przez Ryszarda Budzyńskiego i Edwarda Jarosińskiego. W związku z wprowadzeniem ustawy o infrastrukturze informacji przestrzennej z 4 marca 2010 roku, standardy techniczne jako przepisy wykonawcze zachowują moc do 8 czerwca 2012 roku.
Instrukcja K-2 zawiera przepisy techniczne obowiązujące na wszystkich etapach opracowania, aktualizacji, reprodukcji i druku map topograficznych przeznaczonych dla celów gospodarczych, które są mapami ogólnogeograficznymi o treści dostosowanej do potrzeb gospodarczych. Mapy topograficzne do celów gospodarczych opracowuje się w skalach: 1:10 000, 1:25 000, 1:50 000, 1:100 000, 1:200 000 i 1:500 000 dla obszaru całego kraju oraz w skali 1:5 000 dla obszaru wielkich miast, lub innych obszarów intensywnie zagospodarowanych.
Instrukcja składa się z dwóch części:
- część I – ustalająca obligatoryjne przepisy techniczne i parametry dokładnościowe opracowania, aktualizacji, reprodukcji i druku map topograficznych
- część II – zawierająca zasady techniczne oraz metody, które mogą być stosowane na poszczególnych etapach opracowania, aktualizacji, reprodukcji i druku map[2].

Instrukcja stanowi część obligatoryjną, a przepisy zawarte w niej ustalają:
- podstawy matematyczne map, podział na arkusze i sposób ich oznaczania
- podstawowe kryteria opracowania map i ich treść
- zasady redagowania map
- opracowanie kartograficzne i reprodukcja map
- zasady aktualizacji map topograficznych[2].

Treść map przedstawia się znakami umownymi ustalonymi we wzorach i objaśnieniach znaków topograficznych map w odpowiednich skalach oraz zgodnie z wzorami map załączonymi do instrukcji.
Mapy topograficzne przeznaczone są w szczególności do:
- wykonywania pomiarów i obliczeń geodezyjno-kartograficznych
- sporządzania planów zagospodarowania przestrzennego i ich realizacji
- rozwiązywania problemów naukowo-badawczych
- studiów nad terenem i oceny specyfiki terenu
- jako materiał podkładowy do opracowywania map tematycznych[2].

Mapy topograficzne ze względu na zakres treści i stopień uogólnienia charakterystyki powierzchni Ziemi dzielą się na:
1. mapy topograficzne wielkoskalowe w skalach 1:5 000 i 1:10 000,
2. mapy topograficzne średnioskalowe w skalach 1:25 000 i 1:50 000,
3. mapy topograficzne małoskalowe w skalach 1:100 000 - 1:500 000.